# Saint-Denis-le-Ferment
Saint-Denis-le-Ferment is een gemeente in het Franse departement Eure (regio Normandië) en telt 451 inwoners (2004). De plaats maakt deel uit van het arrondissement Les Andelys.

## Geografie
De oppervlakte van Saint-Denis-le-Ferment bedraagt 18,4 km², de bevolkingsdichtheid is 24,5 inwoners per km².
De onderstaande kaart toont de ligging van Saint-Denis-le-Ferment met de belangrijkste infrastructuur en aangrenzende gemeenten.

## Demografie
Onderstaande figuur toont het verloop van het inwonertal (bron: INSEE-tellingen).